# Scottish National Party
Scottish National Party (Skotsk gælisk: Pàrtaidh Nàiseanta na h-Alba, Skotsk: Scots National Pairtie, Dansk: Skotlands Nationalparti, ofte forkortet SNP) er et socialdemokratisk parti i Skotland, som arbejder for et selvstændigt Skotland. På skotsk hedder partiet Scottis Naitional Pairtie og på skotsk gælisk hedder det Pàrtaidh Nàiseanta na h-Alba. Partiet har traditionelt konkurreret med Labour om de skotske vælgeres stemmer. Ved det seneste parlamentsvalg i 2015 vandt SNP 56 ud af Skotlands 59 pladser i Det britiske Underhus. Partiet er derudover repræsenteret i Skotlands parlament og Europaparlamentet.
SNP har med sine 61 repræsentanter ikke flertal i det 129 medlemmer store skotske parlament, men danner aktuelt (pr. 30. april 2024) mindretalsregering.

## Historie
Partiet blev dannet i 1934 ved en sammenslutning af partierne Scottish Party og National Party of Scotland. Fra begyndelsen arbejdede SNP ikke for fuld skotsk selvstændighed, men kun for indførelsen af et selvstyrende skotsk parlament. Kursen blev dog hurtigt ændret, og partiet har i årtier advokeret for fuld skotsk selvstændighed. Ved et suppleringsvalg i Motherwell i 1945 fik partiet sit første sæde i Underhuset, men Robert McIntyre nægtede at indtage pladsen af principielle årsager og mistede det i valget tre måneder senere. Først i 1967 fik partiet atter et mandat i Underhuset, da SNP vandt i den ellers Labour-dominerede kreds Hamilton. Det bragte partiet interesse fra medierne og førte til oprettelsen af Kilbrandon-kommisionen.
Igennem årene har der været diskussioner i partiet om hvordan man skal placere sig på den traditionelle højre-venstre-skala. SNP's nuværende holdning er at beskrive sig som et moderat, socialdemokratisk parti. Partiets medlemmer er dog alt fra socialister til liberalister.
SNP's foreløbige højdepunkt kom i 1970'erne, da partiet ved valget i 1974 fik næsten en tredjedel af stemmerne – det højeste i flere årtier. SNP var det største oppositionsparti fra indførelsen af det skotske parlament i 1999 til 2007, og det største parti siden 2007.
Skuespilleren Sean Connery har offentligt udtalt sin støtte til partiet.

## Aktuelt
Partiets medlemmer i det britiske parlament ledes af Ian Blackford og samarbejder med det walisiske parti Plaid Cymru. Blandt andet havde partierne i 2005 et valgkampssamarbejde.
Partiet havde fra Europa-Parlamentsvalget i 2019 og frem til Storbrianniens udtrædelse af EU den 31. januar 2020 3 medlemmer af Europa-Parlamentet. Partiet tilhørte det europæiske fællesparti den Europæiske Frie Alliance (European Free Alliance (EFA)), der sammen med De Europæiske Grønne (European Greens (Greens)) danner parlamentsgruppen Gruppen af De Grønne/Europæiske Frie Alliance (Greens/EFA)
SNP går ind for skotsk uafhængighed fra Storbritannien. Partiet arbejdede for afholdelse af en folkeafstemning om uafhængighed fra Storbritannien, og der blev i 2014 afholdt en sådan folkeafstemning. Afstemningen blev dog et nederlag for SNP, da blot 44,7% af stemmerne gik ind for sådan uafhængighed. Kort efter afstemningen fratrådte partiets daværende leder Alex Salmond. Han blev afløst af den nuværende leder Nicola Sturgeon. Ved det efterfølgende parlamentsvalg i Storbritannien i 2015 vandt SNP imidlertid stor sejr i Skotland, da partiet vandt 56 ud af 59 skotske valgkredse.
Ved parlamentsvalget i 2017 gik partiet ned igen, da de tabte 21 mandater og gik fra 56 til 35 mandater. Ved parlamentsvalget i 2019 vandt de imidlertid 13 mandater og besidder nu 48 mandater i det britiske parlament.
Efter Storbritanniens udtrædelse af EU den 31. januar 2020 har SNP, som danner mindretalsregering med deres 61 mandater af i alt 129 mandater i det skotske parlament, ført kampagne for, og anmodet den britiske regering om at holde endnu en folkeafstemning for skotsk uafhængighed, blandt andet så Skotland kan blive medlem af EU igen, men den daværende britiske premierminister, Boris Johnson, afviste imidlertid anmodningen.

## Partiledere
- Alexander MacEwan (1934-1936)
- Andrew Dewar Gibb (1936-1940)
- William Power (1940-1942)
- Douglas Young (1942-1945)
- Bruce Watson (1945-1947)
- Robert McIntyre (1947-1956)
- James Halliday (1956-1960)
- Arthur Donaldson (1960-1969)
- William Wolfe (1969-1979)
- Gordon Wilson (1979-1990)
- Alex Salmond (1990-2000)
- John Swinney (2000-2004)
- Alex Salmond (2004 – 2014)
- Nicola Sturgeon (2014 -2023)
- Humza Yousaf (2023 - 2024)
- John Swinney (2024-)